# Lockheed L-1649 Starliner
Lockheed L-1649 Starliner je bilo štirimotorno propelersko potniško letalo ameriškega proizvajalca Lockheed. Starliner je zadnji model družine Lockheed Constellation. Poganjali so ga štirje turbokompaundni motorji Wright R-3350. Letalo so gradili v Burbanku, Kalifornija, med letoma 1956 in 1958, zgradili so 44 letal vključno s protototipom.
Razvoj Starlinerja se je začel, ko je Lockheed razvijal L-1449 kot odgovor na Douglas DC-7C Seven Seas. L-1449 naj bi poganjali štirje turbopropi Pratt & Whitney PT2G-3, vsak s 5500 KM, vendar je Pratt & Whitney pozneje opustil ta motor in tako niso L-1449 nikoli zgradili.
Na L-1649 so pozenje namestili motorje Wright R-3350 988 TC18-EA-2, vsak s 3400 KM. Njegova potovalna hitrost je bila okrog 450 km/h, dolet skoraj 10000 kilometrov. Premer trikrakega propelerja je bil 3,79 metra.

## Specifikacije (L-1649A)
Podatki iz the SAA Museum Society website and Lockheed Constellation:From Excalibur to Starliner.
Splošne karakteristike
- Posadka: 5
- Število sedežev: 99 potnikov
- Dolžina: 116,2 ft (35,1 m)
- Razpon kril: 150 ft (45,72 m)
- Višina: 24,75 ft (7,54 m)
- Teža praznega letala: 91645 funtov (45569 kg)
- Maks. vzletna teža: 156104 lb (70800 kg)
- Pogon letala: 4 ×  radialni motor Wright R-3350 988 TC18-EA-2, 3400 KM (2535 kW)  vsak
- Propelerji: Hamilton Standard Hydromatic 43H60 votel ali trden Dural Blade 3-kraki propeler
  - Premer propelerja: 19 ft (5,79 m)

 Zmogljivost 
- Maks. hitrost: 377 mph (607 km/h)
- Potovalna hitrost: 290 mph (467 km/h)
- Doseg: 4940-6180 mi (7950-9945 km)
- Višina leta: 23700 ft (7225 m)